# Чозения
Чозе́ния (лат. Chosenia) — монотипный род цветковых растений семейства ивовых. Единственный вид — Чозения толокнянколи́стная (Chosenia arbutifolia). Название рода происходит от названия корейского государства, существовавшего с 1392 до 1897 года.

## Ботаническое описание
Прямоствольное быстрорастущее дерево до 37 м высоты и обычно до 30 см диаметром на высоте груди человека. Кора молодых деревьев светлая, у старых стволов глубоко продольно растрескивающаяся, буровато-пепельная. Ветви начинаются почти от основания ствола, прижатые, вверх торчащие или раскидистые, стройные, голые, красноватые (молодые — с сизым налётом).
Корневая система глубокая, с отходящими от стержня несколькими мощными боковыми корнями. При заносах нижней части ствола галькой и песком образуются придаточные корни.
Почки продолговато-яйцевидные, длиной 2—5 мм, сплюснутые, блестящие, черешок 5—7 мм, сизый, желобчатый, без желёзок, прилистника нет. Листья длиной 4—8 см, шириной 1—2 см, продолговато- или обратно-ланцетные, к основанию сильно суженные, обычно с остроконечием на верхушке или тупые, по краю от средины мелкопильчатые или цельнокрайные, с обеих сторон голые, белоточечные (устьица), молодые — интенсивно сизые, особенно снизу.
Пыльниковые серёжки повислые, длиной 1—2,5 см, женские восходящие, после отцветания до 1—2 см длины, на голой и тонкой (как и ось серёжки) ножке длиной до 1,5 см. При основании серёжки — 4—5 листьев, во всём схожих с прочими, но чаще цельнокрайных. Прицветные чешуи черепитчатые, вогнутые, желтовато-зелёные, широко-обратно-яйцевидные, обрубленные или выгрызенные, с 3—5 жилками, скрывающие внутренние органы, у женских цветов опадающие. Завязь длиной до 2 мм, на ножке около 0,5 мм, яйцевидно продолговатая, очень тупая, обрубленная, сизоватая, совершенно голая. Столбик 2-раздельный, 0,5 мм длины, рыльца раздельные, такой же или большей длины.
Двудомные растения, с мужскими и женскими цветами на отдельных деревьях. Опыляются ветром (анемофилия). Размножается семенами. 2n = 38.
Цветёт в мае — июне. Семена созревают в июле — августе. Плодоношение почти ежегодное и обильное.
|                                                         |  |  |  |
| Слева направо: кора, листья и соцветия, ветви, деревья. |  |  |  |

## Распространение и экология
Родиной растения является Северо-Восточная Азия. Произрастает в северной Японии, Корее и на северо-востоке Китая. В России встречается в Восточной Сибири, на Дальнем Востоке до Чукотки, на Сахалине, Камчатке, а также в Прибайкалье западнее Байкальского хребта, здесь проходит западный предел распространения.
Растёт на гальке по берегам горных рек. Реже встречается на аллювиальных отложениях долин. Образует чистые леса или растёт с тополями и ивами. От речных берегов удаляется не далее чем на 400—700 метров. Застойных вод не выносит.
Чозения светолюбива: молодой подрост не возобновляется под материнскими деревьями, не говоря уже про хвойные и широколиственные породы.
Разведение черенками и кольями почти не удаётся. Хабаровский дендрарий в 1948 году высадил 450 черенков чозении, а в 1949 году — 900. Многие из них дали побеги, но впоследствии, несмотря на поливку, засохли. На зиму 1949/1950 года осталось только 11 живых побегов. Сотрудник Гарвардского университета, применяя два стимулятора роста, получил укореняемость черенков 20—26 %. При этом легче укоренялись черенки, взятые с трёхлетних деревьев.
Возобновляется семенами, которые всходят через 2—3 дня. Всхожесть семян сохраняется всего 5—10 дней. Семена, упакованные в плотно закрытую бутылку, выдержали авиапересылку с Дальнего Востока в Москву.
Чозения характеризуется неприхотливостью по отношению к воздействию климатических факторов — температуры и влажности воздуха, количества осадков.
Недолговечная порода. В южных районах своего ареала доживает до 80—90 лет. Быстрорастущие в первые годы жизни экземпляры менее долговечны. В северных частях ареала, где в малом возрасте дерево растёт медленнее, отдельные стволы доживают до 100—120 лет.
Быстрорастущая порода. В северных районах растёт медленнее, чем в южных, из-за более короткого вегетационного периода, но и здесь развитие дерева идёт по линии 1-го класса бонитета. Например, на Индигирке под 67 ° с. ш., где лиственница в долинах боковых речек достигает 22—23 м, чозения имеет высоту 20—21 м. На Хараулахском хребте на 70° 25′ с. ш. по реке Деллянь чозения достигает предельной высоты 13—14 м к 40—50 годам, а лиственница при тех же условиях способна дорасти до 16 м, но ей для этого требуется 200—250 лет.
Данные анализа стволов чозении, взятых в бассейне реки Хора, приведены в таблице ниже:
| Возраст (лет) | Высота (м) | Диаметр б/к (см) | Объём (м³) | Текущий прирост | Текущий прирост | Текущий прирост | Среднее число лет нарастания 2 см по толщине |
| Возраст (лет) | Высота (м) | Диаметр б/к (см) | Объём (м³) | по высоте       | по диаметру     | по объёму       | Среднее число лет нарастания 2 см по толщине |
| ------------- | ---------- | ---------------- | ---------- | --------------- | --------------- | --------------- | -------------------------------------------- |
| 10            | 8,0        | 5,2              | 0,011      | —               | —               | —               | 0,69                                         |
| 20            | 16,4       | 12,1             | 0,102      | 0,84            | 0,70            | 0,009           | 0,54                                         |
| 30            | 24,3       | 18,7             | 0,308      | 0,79            | 0,66            | 0,021           | 0,46                                         |
| 40            | 26,7       | 26,0             | 0,634      | 0,24            | 0,73            | 0,033           | 0,45                                         |
| 46            | 27,6       | 30,8             | 0,922      | 0,15            | 0,80            | 0,046           | 0,45                                         |

Один кубометр древесины в наилучших условиях наращивается одним деревом в 45—50 лет, в то время как лиственница в самых лучших условиях наращивает 1 м³ в 80—90 лет, а кедр корейский (Pinus koraiensis) — в 120—150 лет.
| Вид дерева                   | Высота (м) | Диаметр на высоте груди человека (см) |
| ---------------------------- | ---------- | ------------------------------------- |
| Чозения                      | 26,7       | 26,0                                  |
| Ольха волосистая             | 17,0       | 23,5                                  |
| Берёза плосколистная         | 16,0       | 15,0                                  |
| Орех маньчжурский            | 11,3       | 16,0                                  |
| Кедр корейский 3-го бонитета | 5,0        | 5,6                                   |

### Вредители и болезни
Борис Колесников на Дальнем Востоке отмечал слабую поражаемость древесины чозении грибными заболеваниями. В Якутии же чозения отличалась меньшей стойкостью к таким заболеваниям. На валежнике и сухостое были обнаружены следующие паразитические грибы: stereum purpureum, stereum spadiceum, leptoporus adustus, leptoporus fumosus, lloydella karsteni.
По данным Леонида Любарского и Любови Васильевой, на чозении обнаружены следующие грибы: бьеркандера опалённая (bjerkandera adusta), трутовик неровный (daedaleopsis confragosa), трутовик настоящий (fomes fomentarius), траметес трога (trametes trogii), трутовик плоский (ganoderma applanatum), глеопорус двухцветный (Gloeoporus dichrous), феллинус ивовый (fhellinus conchatus), феллинус ложный (fhellinus igniarius), корневая губка (heterobasidion annosum), трутовик черноножковый (polyporus melanopus), трутовик сажистоножковый (Polyporus picipes), трутовик чешуйчатый (polyporus squamosus), трутовик изменчивый (polyporus varius), саркодонция пенообразная (spongipellis spumeus), трутовик душистый (trametes suaveolens), опёнок осенний (armillaria mellea), опёнок зимний (lammulina velutipes), схизофиллум обыкновенный (schizophyllum commune), псатирелла Кандолля (psathyrella candolleana), чешуйчатка золотистая (pholiota aurivella).

## Химический состав
Молодые листья очень богаты протеином и белком (до 27 %; здесь и далее в разделе даётся доля от абсолютно сухого вещества) и содержат небольшое количество клетчатки (8—13 %). С возрастом содержание протеина и белка уменьшается, а клетчатки увеличивается. Осенние листья представляют значительную ценность (15,8 % протеина, 12,4 % белка, 11,8 % клетчатки). Листья, взятые из-под снега, содержали 7,3 % протеина и 14,1 % клетчатки. В листьях, собранных в июле, содержалось 4,6 % моносахаров, всего сахаров 12,7 %, крахмала 0,6 %, гемицеллюлозы 9,0 %.
В зелёных листьях обнаружено 6,46 % кальция и 15,41 % сырой золы, а в опавших — соответственно 7,32 % и 20,59 %.
В коре содержится 2,5—5,9 % таннидов.

## Значение и применение

### Свойства древесины
Древесина ядровая, рассеянно-сосудистая, мягкая, лёгкая, довольно хрупкая, при высыхании мало коробится и растрескивается, сравнительно стойкая против гниения, но старые деревья часто поражены сердцевинной гнилью. Используется на постройки, столбы, колодезные срубы, корыта, для изготовления лодок (оморочки, баты), на топливо. Волокнистый луб годен на плетёные изделия и грубые верёвки. Для хозяйственных целей заслуживает разведения, особенно в северных районах . Может служить сырьём для бумажно-целлюлозной промышленности. Признана пригодной для авиастроения как заменитель липы.
Технические свойства древесины чозении в сравнении с древесиной ивой белой (Salix alba L.):
| Характеристика                   | Чозения | Ива белая |
| -------------------------------- | ------- | --------- |
| Плотность, г/см³                 | 0,47    | 0,42      |
| Сжатие вдоль волокон, кг/см²     | 354     | 320       |
| Статический изгиб, кг/см²        | 658     | 585       |
| Ударный изгиб, кгм/см³           | 0,235   | 0,25      |
| Скалывание вдоль волокон, кг/см² | 75      | 73        |
| Коэффициент объёмной усушки      | 0,50    | —         |

Из пороков, снижающих выход деловой древесины, наибольшее значение имеют напённые и стволовые внутренние гнили, которые встречаются у 25—40 % старых деревьев. Напённая гниль не поднимается выше 1 м, стволовые занимают до 30 % диаметра .

### Кормовая ценность
На севере Якутии листья считаются нажировочным кормом для северных оленей (Rangifer tarandus). Олени поедают их в течение всего вегетационного периода, а также поздней осенью и зимой, раскапывая покрытые слоем снега опавшие листья. После длительного известкового голодания в течение зимнего выпаса на лишайниковых пастбищах олени с помощью листьев чозении восполняют недостаток кальция, необходимого для построения и поддержания в здоровом состоянии костяка. Листья, тонкие ветки и кора круглый год поедаются пятнистым оленем (Cervus nippon). Листья доступны для оленей и других животных лишь на молодых невысоких растениях. Подрост неустойчив к выпасу.
Поедается во все времена года лосями (Alces alces), но наибольшее значение имеет как зимний корм. По сравнению с зарослями ивы образует более разряженные насаждения и является более доступной для копытных. Зимой лоси (Alces alces) скусывают значительную часть веток, обламывают молодые деревья, сдирают длинные узкие куски коры со стволов. В летнее время поедают очень богатые протеином листья.
Чозения пригодна для заготовки веников, используемых для зимней подкормки оленей и других сельскохозяйственных животных. С одного дерева можно заготовить 30—35 пар веников. Веники, даже при поздней заготовке зимой, с жадностью поедаются оленями; при этом поедаются не только листья, но и молодые побеги. Хуже поедаются веники, содержащие большое количество семян, снабжённых летучками.

### Прочее
Быстрорастущая, с красивой кроной, нетребовательная к климатическим условиям, чозения, которая, как показал опыт, хорошо растёт в Санкт-Петербурге, представляет собой большой интерес как декоративное дерево для городов и парков, вплоть до Крайнего Севера. Очень своеобразная корневая система чозении, позволяющая противостоять размыванию при разливах горных речек, даёт основания предполагать её пригодность для закрепления берегов против размыва.

## История изучения
Впервые описана в 1788 году — в период бурного освоения Россией Сибири и Дальнего Востока — Петром Симоном Палласом, который назвал её Salix arbutifolia. После него чозению описывали Николай Турчанинов, Рудольф Траутфеттер, Ф. Мейер, А. Ф. Будищев и другие дальневосточные исследователи. Все они (как и местное население) ошибочно принимали чозению за иву и включали её в род Salix, только под разными названиями (Salix macrolepis Turcz., S. bracteosa Turcz., S. eucalyptoides F. N. Mejer, S. pyramidalis Budichtschew и т. д.). К ивам причислил и Владимир Комаров, присвоив имя ей S. acutifolia Willd.
В самостоятельный род чозения была выделена в 1920 году японским ботаником Такэносином Накаи, который обратил внимание на следующие признаки, отличающие чозению от ив: постоянное число (5) сросшихся в нижней трети тычинок; прицветные чешуи; столбики свободные, с двураздельными рыльцами; отсутствие нектарников, анемофильность. Видовое имя C. Arbutifolia (Pallas) чозения обрела в 1957 году. Авторский приоритет восстановлен ведущим систематиком по ивам в России Алексеем Скворцовым, который обнаружил в гербарии Ботанического института РАН подлинный экземпляр чозении, описанный Палласом под названием  Salix Arbutifolia.

## Синонимика
- Chosenia bracteosa (Turcz. ex Trautv.) Nakai
- Chosenia eucalyptoides (F.N.Meijer ex C.K.Schneid.) Nakai
- Chosenia macrolepis (Turcz.) Kom.
- Chosenia splendida Nakai
- Salix arbutifolia Pall.
- Salix bracteosa Turcz. ex Trautv.
- Salix eucalyptoides F.N.Meijer ex C.K.Schneid.
- Salix macrolepis Turcz.[33]

### Книги
- Воробьёв Д. П. Дикорастущие деревья и кустарники Дальнего Востока. — Л.: Наука, Ленингр. отд., 1968. — С. 45—46. — 276 с. — 3000 экз.
- Любарский Л. В., Васильева Л. Н. Дереворазрушающие грибы Дальнего Востока. — Новосибирск: Наука, 1975. — С. 56—58, 66—80. — 163 с. — 1600 экз.
- Назаров М. И. Род 335. Чозения — Chosenia NAK. // Флора СССР = Flora URSS : в 30 т. / гл. ред. В. Л. Комаров. — М. ; Л. : Изд-во АН СССР, 1936. — Т. 5 / ред. тома В. Л. Комаров. — С. 23—24. — 762, XXVI с. — 5175 экз.
- Недолужко В. А. Род 2. Кореянка — Chosenia NAKAI // Сосудистые растения советского Дальнего Востока : Плауновидные, Хвощевидные, Папоротниковидные, Голосеменные, Покрытосеменные (Цветковые) : в 8 т. / отв. ред. С. С. Харкевич. — СПб. : Наука, 1995. — Т. 7 / ред. тома Н. С. Павлова. — С. 155. — 395 с. — 1560 экз. — ISBN 5-02-026590-X. — ISBN 5-02-026025-8 (т. 7).
- Пахомов И. Д. Физико-механические свойства древесины дальневосточных пород. — М.: Лесная промышленность, 1965. — С. 84—85. — 97 с. — 1000 экз.
- Правдин Л. Ф. Род 1. Chosenia NAKAI —  Чозения // Деревья и кустарники СССР : дикорастущие, культивируемые и перспективные для интродукции : в 6 т. — М. ; Л. : Изд-во АН СССР, 1951. — Т. 2 : Покрытосеменные / ред. С. Я. Соколов. — С. 117—118. — 612 с. — 2500 экз.
- Работнов Т. А. Кормовые растения сенокосов и пастбищ СССР. — М. Л.: Государственное издательство сельскохозяйственной литературы, 1951. — Т. 2. — С. 5—6. — 947 с. — 10 000 экз.
- Усенко Н. В. Деревья, кустарники и лианы Дальнего Востока. — Хабаровское книжное издательство, 1984. — С. 47—48. — 272 с. — 20 000 экз.
- Цымек А. А. Главнейшие лиственные породы Дальнего Востока. — Хабаровск: Дальневосточное государственное издательство, 1950. — С. 159—161. — 197 с. — 3000 экз.

### Статьи
- Егоров А. Д., Куваев В. В. О двух интересных кормовых растениях на северо-востоке Якутии // Природа : журнал. — 1959. — Апрель (№ 4). — С. 101—103.
- Москалюк Т. А. Жизненные стратегии и перспективы использования в озеленении chosenia arbutifolia (salicaceae) // Экосистемы, их оптимизация и охрана. — 2014. — № 10. — С. 57—67.
- Шелудякова В. А. Чозения в Якутской АССР // Ботанический журнал : журнал. — 1943. — Т. 28, № 1.